# Люцерна усечённая
Люцерна усечённая (лат. Medicágo truncátula)  — небольшое бобовое растение, естественно встречающееся в Средиземноморье.

## Ботаническое описание
Высота растения 10—60 см, похоже на клевер, трехлистное, каждый листочек округлый, 1—2 см в длину, часто с темной точкой в центре. Цветки желтые, одиночные или в соцветиях по 2—5, плод — маленький колючий боб.

## Значение и применение
Medicago truncatula используется как модельный организм в биологии. Имеет малый диплоидный геном, самоопыляется, имеет быструю смену поколений, образует много семян, легко подвергается генетической трансформации. Геном Medicago truncatula в настоящее время секвенирован (Medicago truncatula, 500 Mb, http://medicago.org/).
Образует симбиотические отношения с азотфиксирующими микоризными бактериями (Sinorhizobium meliloti и Sinorhizobium medicae) и с арбускулярными микоризными грибами. Другое модельное растение Резуховидка Таля (Arabidopsis thaliana) не образует таких форм симбиотических взаимоотношений, и это делает Medicago truncatula важным объектом изучения таких процессов.
Является важным кормовым растением в Австралии.

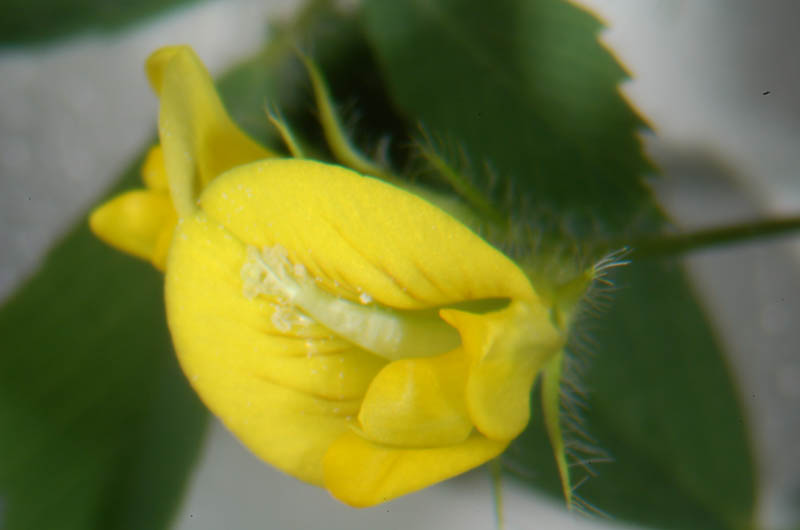
Листья, увеличение 4.5X
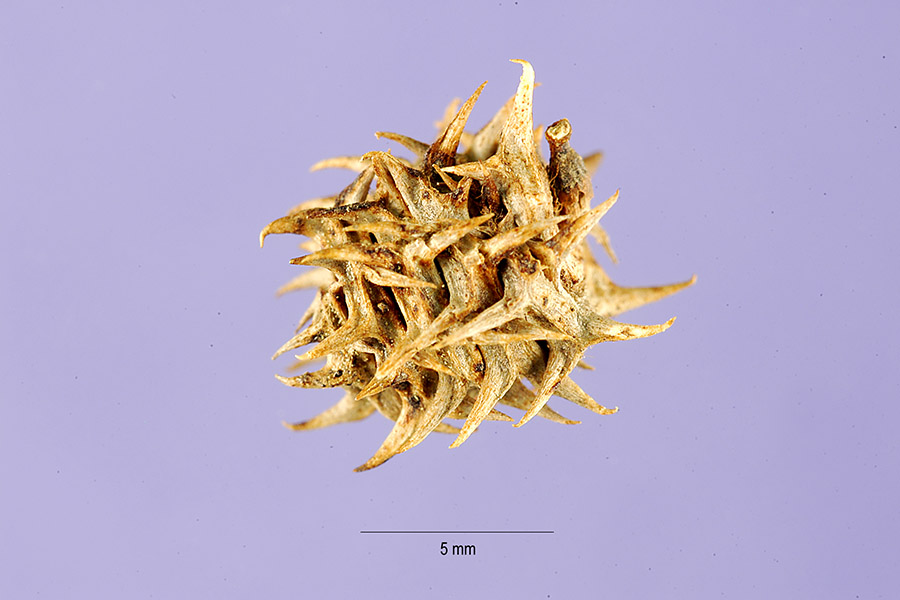
боб
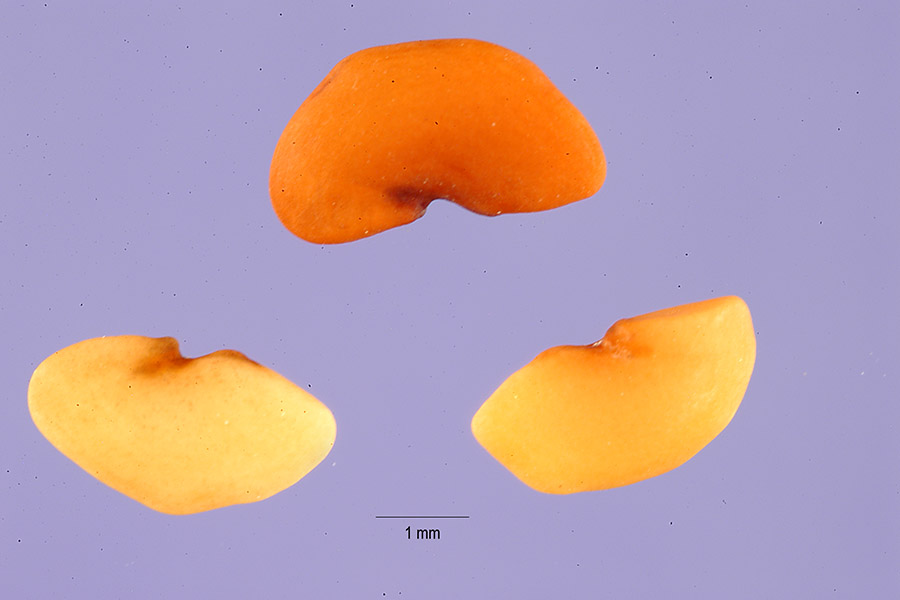
семена
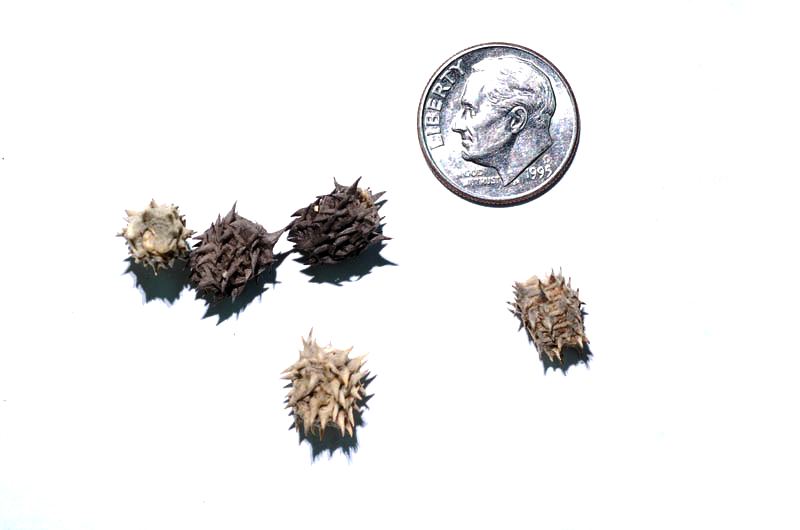
Бобы экотипа A17
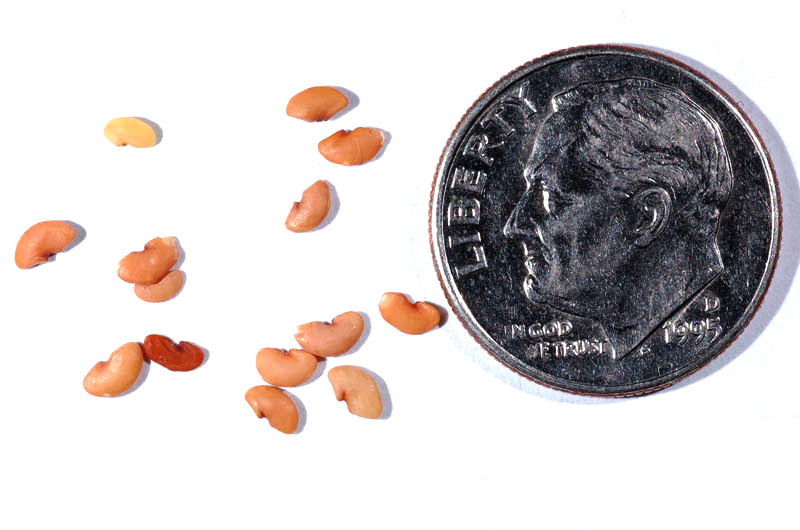
Семена экотипа A17
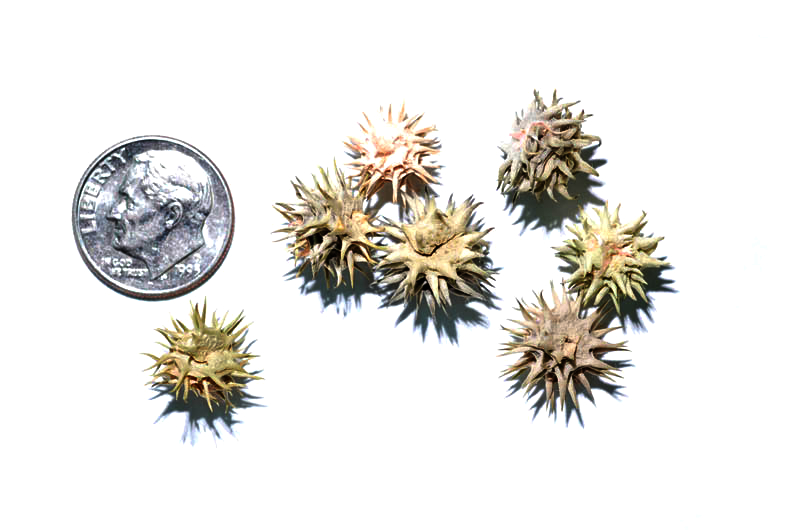
Бобы экотипа A20
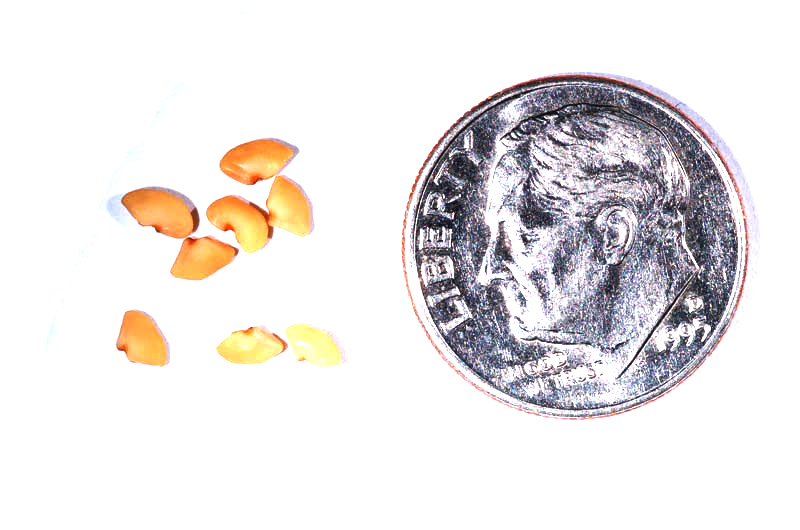
Семена экотипа A20